# وي هابي فيو
وي هابي فيو (بالإنجليزية: We Happy Few)‏، هي لعبة فيديو مستقلة من تطوير ستوديو كومبوليشن غيمز الكندية، ومن نشر جيربوكس بوبليشر، ستصدر بتاريخ 13 أبريل 2018 على منصات بلاي ستيشن 4، ومايكروسوفت ويندوز وإكس بوكس ون، تتعلق اللعبة بحدث غامض في العاصمة البريطانية لندن، بعد الحرب العالمية الثانية.

## خلفية اللعبة
القصة المتعلقة باللعبة هي حدث وهمي حدث في شهر أكتوبر 1964، حين انتصر الجيش الألماني على بريطانيا العظمى، وانتشرت الأوبئة بين سكان مدينة ويلينغتون ويلز الوهمية، بسبب انتشار التجارب الكيميائية على السكان.

## وصلات خارجية
- الموقع الرسمي